# 野副重一

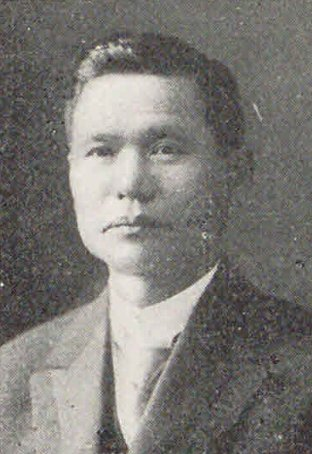
野副重一

野副 重一（のぞえ じゅういち、1865年10月28日（慶応元年9月9日） - 1927年（昭和2年）3月28日）は、衆議院議員（立憲政友会）、弁護士。

## 経歴
肥前国高来郡諫早村（現在の長崎県諫早市）に木下助内の三男として生まれ、1882年（明治15年）に野副弥惣左衛門の養子となった。1892年（明治25年）に東京帝国大学法科大学英法科を卒業した後、仙台市で弁護士事務所を開業した。
仙台市会議員、同議長を経て、1920年（大正9年）の第14回衆議院議員総選挙に当選した。
蔵王町立宮小学校には水難事故に遭った教え子を救おうとして殉職した小野さつき訓導への弔辞が展示されている。